# New Carlisle (Indiana)
New Carlisle és una població dels Estats Units a l'estat d'Indiana. Segons el cens del 2000 tenia 1.505 habitants.

## Demografia
Segons el cens del 2000, New Carlisle tenia 1.505 habitants, 608 habitatges, i 403 famílies. La densitat de població era de 317,5 habitants/km².
Dels 608 habitatges en un 34,7% hi vivien nens de menys de 18 anys, en un 51,8% hi vivien parelles casades, en un 10,5% dones solteres, i en un 33,6% no eren unitats familiars. En el 28,3% dels habitatges hi vivien persones soles el 12% de les quals corresponia a persones de 65 anys o més que vivien soles. El nombre mitjà de persones vivint en cada habitatge era de 2,48 i el nombre mitjà de persones que vivien en cada família era de 3,07.
Per edats la població es repartia de la següent manera: un 28% tenia menys de 18 anys, un 7% entre 18 i 24, un 29% entre 25 i 44, un 21,5% de 45 a 60 i un 14,5% 65 anys o més.
L'edat mediana era de 36 anys. Per cada 100 dones de 18 o més anys hi havia 84,4 homes.
La renda mediana per habitatge era de 36.542 $ i la renda mediana per família de 45.147 $. Els homes tenien una renda mediana de 37.500 $ mentre que les dones 22.250 $. La renda per capita de la població era de 18.597 $. Entorn del 4,1% de les famílies i el 6,6% de la població estaven per davall del llindar de pobresa.

## Poblacions més properes
El següent diagrama mostra les poblacions més properes.